# Cabo de Santo Agostinho
Cabo de Santo Agostinho là một đô thị thuộc bang Pernambuco, Brasil. Đô thị này có diện tích 446,5 km², dân số năm 2007 là 162476 người, mật độ 363,89 người/km².